# Syncirsodes straminea
Syncirsodes straminea là một loài bướm đêm trong họ Geometridae.